# تشارلز هارفي براون
تشارلز هارفي براون (بالإنجليزية: Charles Harvey Brown)‏ هو أمين مكتبة أمريكي، ولد في 15 نوفمبر 1882 في ألباني في الولايات المتحدة، وتوفي في 19 يناير 1960.